# 黃希賢
黃希賢（1965年10月7日—），中華民國政治人物、企業家、海運界人士，基隆市七堵區人，前中國國民黨基隆市黨部主任委員。出生於基隆市中正區，父親為計程車司機，國中畢業時曾在六堵工業區電鍍廠擔任搬運工讀生，並靠助學貸款完成專科學業，專科期間擔任過派報生、油漆工、餐廳服務生，於茶樓打工推點心車，以及任職加油站工讀生。服役於中華民國國防部政治作戰局政治作戰總隊心理作戰大隊，曾被派駐到韓國近半年，退伍後擔任過保險員、水床直銷人員、計程車司機。隨後1988年從事船務代理基層工作，1997年獲得青年創業貸款開公司，迄今已投入海運界30餘年。2022年元旦宣布以無黨籍身分投入基隆市長選戰。
2016年3月8日，台北市船務代理商業同業公會召開第17屆理監事會，黃希賢高票當選理事長。
2018年因原有意角逐基隆市長的基隆市議會議長宋瑋莉在國民黨黨內初選民調風波後請辭基隆市黨部主委，主委一職懸缺，在時任黨主席吳敦義徵詢下，黃希賢於4月2日接任國民黨基隆市黨部主委。
2019年1月15日，黃希賢宣布投入國民黨基隆市立委黨內初選。3月12日，黃希賢在基隆市信義區義五路成立立委初選服務處。國民黨基隆市立委黨內初選，黃希賢5月7日領表並請假市黨部主委一職，與議員宋瑋莉、議員藍敏煌、前議員韓良圻競爭角逐，全民調提名委託公信力、典通及艾普羅3家民調公司在6月2至4日連續3天進行，6月5日公布結果，為宋瑋莉出線。
2020年時任國民黨主席江啟臣3月上任後，則說要邀請全台22縣市黨部主委談話，但黃希賢3月30日下午接獲國民黨中央選動部主任電話，告知於3月31日將黃希賢主委一職解任。
2021年3月2日，黃希賢宣布退出國民黨。
2022年1月1日，黃希賢以無黨籍身分宣布參選基隆市長，並在基隆市中正區信五路成立服務處。「以改變創造機會」、「打造亞洲最佳宜居城市」、「點亮基隆」為主軸，並提出「基隆333」打造觀光、產業、創生，以及「三心二義」安心就業、安心成家、安心養老、世代正義、區域正義，推動「基隆1280月票」為政見。

## 簡介
- 中國國民黨20全黨代表、20全候補中央委員

- 中華民國船務代理全國聯合會第十屆常務理事、台北市船務代理商業同業公會第十七屆理事長

- 現任翊陞國際有限公司董事長、陞暘船務代理有限公司董事總經理、德進船務代理有限公司董事總經理

- 社團法人中華航運聯盟關懷慈善會創會理事長

- 基隆宜蘭同鄉會副理事長

- 基隆黃氏宗親會常務理事

- 國立基隆高級中學校友會副理事長

## 選舉

### 2022年基隆市市長選舉
| 2022年基隆市市長選舉結果 | 2022年基隆市市長選舉結果 | 2022年基隆市市長選舉結果 | 2022年基隆市市長選舉結果 | 2022年基隆市市長選舉結果 | 2022年基隆市市長選舉結果 | 2022年基隆市市長選舉結果 |
| 號次                     | 候選人                   | 政黨                     | 得票數                   | 得票率                   | 當選標記                 |                          |
| ------------------------ | ------------------------ | ------------------------ | ------------------------ | ------------------------ | ------------------------ | ------------------------ |
| 1                        | 謝國樑                   | 中國國民黨               | 96,784                   | 52.92%                   |                          |                          |
| 2                        | 陳薇仲                   | 時代力量                 | 12,000                   | 6.56%                    |                          |                          |
| 3                        | 蔡適應                   | 民主進步黨               | 71,354                   | 39.01%                   |                          |                          |
| 4                        | 曾國民                   | 無黨籍                   | 619                      | 0.34%                    |                          |                          |
| 5                        | 黃希賢                   | 無黨籍                   | 2,136                    | 1.17%                    |                          |                          |
| 選舉人數                 | 選舉人數                 | 選舉人數                 | 307,913                  | 307,913                  | 307,913                  |                          |
| 投票數                   | 投票數                   | 投票數                   | 185,241                  | 185,241                  | 185,241                  |                          |
| 有效票                   | 有效票                   | 有效票                   | 182,893                  | 182,893                  | 182,893                  |                          |
| 無效票                   | 無效票                   | 無效票                   | 2,348                    | 2,348                    | 2,348                    |                          |
| 投票率                   | 投票率                   | 投票率                   | 60.16%                   | 60.16%                   | 60.16%                   |                          |

## 外部連結
- 看見黃希賢的Facebook專頁